# (9935) 1986 CP1
(9935) 1986 CP1 là một tiểu hành tinh vành đai chính. Nó quay quanh Mặt Trời mỗi 4.34 năm. Nó liên quan đến nhóm Nohavica.
Được phát hiện ngày 4 tháng 2 năm 1986 bởi Henri Debehogne ở Đài thiên văn La Silla, tên chỉ định của nó là "1986 CP1".